# Cryptocellus whitticki
Cryptocellus whitticki är en spindeldjursart som beskrevs av John Obadiah Westwood 1874. Cryptocellus whitticki ingår i släktet Cryptocellus och familjen Ricinoididae. Inga underarter finns listade i Catalogue of Life.